# 冯氏铁线蕨
冯氏铁线蕨（学名：Adiantum fengianum）为铁线蕨科铁线蕨属下的一个种。